# José Alfredo Jiménez
José Alfredo Jiménez Sandoval (19 de janeiro de 1926 - 23 de novembro de 1973) foi um cantor e compositor mexicano, cujas canções são consideradas a base da música regional mexicana moderna e das rancheras.

## Vida
Jiménez nasceu em Dolores Hidalgo, Guanajuato, México. Seu pai faleceu quando ele tinha dez anos, e sua mãe se mudou com a família para a Cidade do México. Jiménez trabalhou desde jovem para ajudar no sustento da família. Conseguiu emprego como garçom em um restaurante iucatânico em Santa María de la Ribera, chamado La Sirena. Enquanto trabalhava lá, começou a compor e a cantar com um grupo chamado Los Rebeldes.

## Carreira
O cantor Miguel Aceves Mejía afirma tê-lo descoberto através de Los Rebeldes. Segundo Mejía, Jiménez não tocava nenhum instrumento e nem sequer sabia a palavra espanhola para "valsa" ou em que tons suas músicas estavam. Seguindo as instruções de Mejía, Jiménez fez um teste no programa Amanecer Ranchero, da Rádio XEW, juntamente com os mariachis Vargas e Rubén Fuentes. Jiménez cantou a cappella, incluindo sua música "Ella". Don Miguel gravou posteriormente "Ella, "Yo", "Serenata huasteca" e "Tu Recuerdo y yo".
Depois disso, ele compôs mais de 1.000 músicas. Entre os mais famosos estão "Yo", "Me equivoqué contigo", "Ella", "Paloma querida", "Que se me acabe la Vida", "Tú y la mentira", "Media vuelta", "El Rey", "Sin sangre en las venas", "El jinete", "Si nos dejan", "Amanecí en tus brazos", "Llegando a ti", "Tu recuerdo y yo", El hijo del pueblo", "Cuando el destino", "El caballo blanco", "Llegó borracho el Borracho" e "Que te vaya bonito", além de "Camino de Guanajuato", onde cantou sobre seu estado natal, Guanajuato.
Uma de suas últimas aparições na televisão mexicana ocorreu em 1973, poucos meses antes de sua morte, quando apresentou sua última música, "Gracias", acompanhado de sua esposa, a cantora Alicia Juarez. Posteriormente, Jiménez faleceu aos 47 anos na Cidade do México, em 23 de novembro de 1973, devido a complicações decorrentes de cirrose hepática.

## Discografia

### Álbuns de estúdio
- La Sota De Copas (1970)
- El Cantinero (1971)
- El Rey (1971)
- Gracias (1972)

### Compilações
- 15 Exitos Inolvidables De (1983) — RCA Records
- 12 Exitos De Oro (1988) — RCA Records
- Lo Esencial (2008) — RCA/Legacy Recordings

### Filmografia Parcial
- The Guests of the Marquesa (1951)
- Here Comes Martin Corona (1952)
- El enamorado (1952)
- Ni pobres ni ricos (1953)
- Los aventureros (1954)
- Tres bribones (1955) – Cantante
- Camino de Guanajuato (1955) – José Alfredo Martínez
- Pura Vida (1956) – Ele mesmo
- La fiera (1956) – cantor
- La feria de San Marcos (1958)
- Guitarras de medianoche (1958) – José Alfredo
- Ferias de México (1959)
- Mis padres se divorcian (1959) – Cantor (não creditado)
- Cada quién su música (1959)
- El hombre del alazán (1959)
- Juana Gallo (1961) – Nabor, el caporal
- Las hijas del Amapolo (1962)
- La Sonrisa de los Pobres (1964)
- Escuela para solteras (1965) – El desesperado
- Audaz y bravero (1965) – Cantoe
- Me cansé de rogarle (1966)
- Arrullo de Dios (1967)
- El caudillo (1968) – Borrego
- La chamuscada (1971) – Revolucionário
- La loca de los milagros (1975) – (Ultimo papel)

### Outras
Jiménez, José Alfredo. 1 April 2002. Publication Somos, Group Televisa S.A de C.V. "Promotor con buen Estrella". pp. 62–63.